# ثيودور ويبر (فنان)
ثيودور ويبر (بالألمانية: Theodor Weber)‏ (و. 1838 – مارس 1907 م) هو فنان، ورسام ألماني، ولد في لايبزيغ، توفي في باريس.